# Архивиад
Архивиад, Архибиад — посол на Боспоре в середине IV века до н. э.
О византийце Архивиаде известно из «Стратегем» Полиэна. Он прибыл в середине IV века до н. э. к боспорскому царю Левкону I с предложением о заключении соглашения о дружбе. Однако, на самом деле Архивиад исполнял тайное поручение военачальника Мемнона. Находившийся вместе с Архивиадом известный музыкант Аристоник стал объезжать со своими выступлениями окрестные города. Таким образом, Мемнон планировал, исходя из количества собравшихся зрителей, приблизительно рассчитать численность боспорской армии.
По замечанию Сапрыкина С. Ю., М. В. Скржинской, во второй половине 50 — начале 40-х годов до н. э. македонский царь Филипп II, готовясь к войне со скифами, опасался, что боспорцы могут поддержать своих соседей, поэтому и намеревался оценить их силы. Источники не сообщают о реакции Левкона I, но, как отметила Скржинская, вполне можно допустить, что он отправил ответное посольство в Македонию. По мнению же А. А. Завойкина, эти события относятся к периоду, когда Мемнон состоял на службе у персов.